# Marc Viehöfer
Marc Viehöfer (* 1. September 1989 in Bremen-Blumenthal) ist ein leistungssportlich orientierter deutscher Segler, der seit 2018 im Team der „Halbtrocken 4.5“ von Michael Berghorn segelt. Seit 2022 segelt Viehöfer auf der Position des Navigators. Am 14. August 2021 wurde er unter Skipper Michael Berghorn Weltmeister bei der Alexela ORC World Championship 2021. Am 13. August 2022 wurde das Team der „Halbtrocken 4.5“ in Hankø, Norwegen Europameister bei der ORCi European Championship. Er startet für den Wassersportverein Aumund e. V.
Viehöfer studiert Ingenieurwesen der Luft- und Raumfahrttechnik.

## Biografie

### Bremer Segelnachwuchs
Viehöfer wuchs in Bremen-Nord auf. Er beobachtete im Alter von etwa 10 Jahren das Optimisten-Training im Hafen des Wassersportvereins Blumenthal (WVBl) und nahm daraufhin am Training teil.

### Team Ginkgo (2008–2017)
Viehöfer trat 2008 mit 18 Jahren dem Team der Ginkgo der Familie Clasen bei. Auf der Position des Bowmans (Vorschiffmann) nahm er an den Regatten Nordseewoche und Rund Skagen teil. Er war bis 2017 Teil der Ginkgo-Crew. Mit der Ginkgo nahm er u. a. 2015 an der Regatta MaiOR und 2013 am „Blue Ribbon Cup“ teil.

### Team Halbtrocken (seit 2018)
2018 wechselte Viehöfer zum Halbtrocken Sailing Team. Im August 2021 holte das deutsche Team der Halbtrocken 4.5 in der Klasse A in Estland bei der Alexela ORC World Championship 2021 mit Michael Berghorns Mills 45 den Weltmeistertitel. Als Teil des Teams Halbtrocken nahm er an zahlreichen ORC-Regatten wie der Internationalen Deutschen Meisterschaft 2018 und 2019 oder der Warnemünder Woche 2021 teil.

## Erfolge und Auszeichnungen
- 2022 European Champion ORC Class A unter Skipper Micheal Berghorn mit der „Halbtrocken 4.5“ in Hankø, Norwegen.[6][5]
- 2021 World Champion Klasse A Seesegeln unter Skipper Michael Berghorn mit der „Halbtrocken 4.5“ Alexela ORC World Championship im Tallinn, Estland.[13]
- 2019 ORC European Championship Klasse B Platz 3 unter Skipper Michael Berghorn mit der „Halbtrocken 4.0“[16]
- 2019 Internationale Deutsche Meisterschaft (IDM) ORC Platz 3 unter Skipper Michael Berghorn mit der „Halbtrocken 4.0“ ORC 1/2[17][18]
- 2018 Deutscher Meister im Seesegeln Div A/B unter Skipper Michael Berghorn mit der „Halbtrocken 4.0“[19][20][21]
- 2015 Mai Offshore Regatta Maior Platz 1 unter Skipper Dirk Clasen mit der „Ginkgo“[11]